# Thick Girls, Big Girls
Thick Girls, Big Girls es el tercer EP de la cantante Pop/R&B y actriz Raven-Symoné. Fue lanzado en iTunes Store el 6 de junio de 2009.

## Información
El EP contiene 2 canciones no lanzadas del cuarto álbum de estudio de la cantante y una canción que se encuentra en la edición internacional del álbum antes mencionado. La descarga de las canciones es gratis.
La canción "Thick Girls, Big Girls" también es conocida como "Fit Girls, Big Girls" y "Fit Like That".

## Canciones
| N.º  | Título                   | Escritor(es)                                                                  | Productor(es) | Duración |  |
| 1.   | «Face To Face»           | Scott MacFarland Carter, Damon Hayes, Warren O. Felder, Dabney Tawanna        | Oak           | 3:40     |  |
| 2.   | «Next»                   | Eric Hudson, Ezekiel "Zeke" Lewis, Balewa Muhammad, Candice Nelson            | Hudson        | 2:49     |  |
| 3.   | «Thick Girls, Big Girls» | Derrick "Bigg D" Bakes, Ezekiel "Zeke" Lewis, Balewa Muhammad, Candice Nelson | Bakes         | 3:12     |  |
| 9:41 |                          |                                                                               |               |          |  |